# Paphora robustior
Paphora robustior är en skalbaggsart som beskrevs av Blackburn 1894. Paphora robustior ingår i släktet Paphora och familjen långhorningar. Inga underarter finns listade i Catalogue of Life.